# Yakub Kolas
Yakub Kolas, Jakub Kołas  (bielorusă: Яку́б Ко́лас) (n. 22 octombrie/3 noiembrie 1882, Akinčycy⁠(d), gubernia Minsk⁠(d), Imperiul Rus – d. 13 august 1956, Minsk, RSS Bielorusă, URSS) a fost un scriitor bielorus.
Alături de Yanka Kupala, a fost cel mai reprezentativ scriitor al acestei țări, creator al limbii și literaturii belaruse moderne.
A scris o poezie cu inflexiuni populare și influențe din poeții ruși Aleksei Kolțov și Nikolai Nekrasov, pe motive sociale, politice și folclorice.
În romanele sale sunt descrise lumea rurală și evenimente de istorie națională.

## Scrieri
- 1910: Cântece de durere (Песні жальбы)
- 1923: Pământ nou (Новая зямля)
- 1925: Simon muzicantul (Сымон-музыка)
- 1927: În singurătatea Polessiei (У глыбі Палесся)
- 1944: Unchiul Talaș
- 1947: Coliba pescarului (Рыбакова хата)
- 1954/1955: Pe drumul despărțirii (На ростанях).